# Simone Kopmajer
Simone Kopmajer (* 1981 in Schladming) ist eine österreichische Jazzsängerin.

## Leben und Karriere
Kopmajer, die in Bad Aussee aufwuchs, lernte mit 8 Jahren Klavier; mit zwölf Jahren wechselte sie zum Saxophon. Sie kam über ihren Vater zum Jazz, in dessen Band sie bereits als Jugendliche spielte. Mit 17 Jahren folgte dank eines Ratschlags von Sheila Jordan der Entschluss, sich auf den Gesang zu konzentrieren. Sie studierte an der Universität für Musik und darstellende Kunst Graz bei Mark Murphy und machte sich rasch einen Namen als Jazzsängerin.
Sie ist verheiratet und hat drei Kinder, mit denen sie in Bad Waltersdorf lebt.
Bereits 2003 mit dem New-York-Stipendium des Hans-Koller-Preises ausgezeichnet, ging sie kurz darauf in die USA, wo sie im Alter von 21 Jahren ihre erste Platte aufnahm; das von Todd Barkan produzierte Album Moonlight Serenade wurde in Japan zum Erfolg. Sie nahm sechs weitere Alben für das japanische Venus-Label auf, unter anderem mit George Mraz, Houston Person und Aaron Heick. Das 2011 veröffentlichte Album Nothing’s Gonna Change machte sie auch in Thailand bekannt, wo sie die Hauptattraktion auf dem Chiang Mai Jazz Festival war. Sie tourte in Nordamerika, Südostasien, Australien und Europa. Ihr Album The Best in You (2014) wird im Jazz Podium als „professionell gestaltete, klassische Jazz-Vocal-Produktion“ gewürdigt, da sie den zwölf Songs darauf jeweils „einen unverwechselbaren stimmlichen Ausdruck“ gebe. Das „Lounge Jazz“-Album Spotlight on Jazz (2018) wird im britischen Jazzjournal sehr positiv besprochen, hervorgehoben ihr zurückhaltendes Vibrato, ihr Swingen und ihre tonale Treffsicherheit sowie die gute Auswahl von Standards und Eigenmaterial.

## Diskografie
- Moonlight Serenade (Venus Records 2003, mit John Di Martino, Hans Glawischnig, Philipp Kopmajer)
- Romance (Zoho 2004, mit Eric Alexander, mit John Di Martino, George Mraz, Tim Horner)
- Taking a Chance on Love (Venus Records 2007, mit Dick Oatts, Houston Person, John di Martino, George Mraz, Tim Horner)
- Let’s Fall in Love (Venus Records 2008, Houston Person, Aaron Heick, John di Martino, George Mraz, Victor Lewis & Metropolitan String Quartet)
- Didn’t You Say (Karonte, Hitman Jazz, Edel 2010; Tim Ouimette, James Chirillo, John Di Martino, Richie Goods, Tim Horner)
- Nothing’s Gonna Change (Hitman Jazz 2011, Wolfgang Puschnig, John Di Martino, Jamaaladeen Tacuma, Reinhardt Winkler)
- The Best in You (Lucky Mojo Records 2014, mit Richard Tucker, Aaron Graves, Jeff Monjack, Wolfgang Puschnig, Jamaaladeen Tacuma, Reinhardt Winkler, Paul Urbanek, Bertl Mayer, Horst-Michael Schaffer)
- The Collection (Master Music 2016; Kompilation)
- Good Old Times (Hitman Records 2017, Paul Urbanek, Jean-Paul Bourelly, Margarethe Deppe, Jamaaladeen Tacuma, Reinhardt Winkler)
- My Wonderland (Lucky Mojo Records 2020, mit Terry Myers, Paul Urbanek, Martin Spitzer, Karl Sayer, Reinhardt Winkler)[5]
- Christmas (Lucky Mojo, 2020, mit John di Martino, Boris Kozlov, Reinhardt Winkler, sowie Terry Myers, Aaron Heick, Geri Schuller, Ina Regen, Victor Gernot, Allan Harris, Willi Resetarits, Florian Fuss, Dominik Fuss, Beate Wiesinger, Heinz Steinbauer u. a.)[6]
- With Love (Lucky Mojo, 2023, mit Harry Allen, John di Martino, Boris Kozlov, Reinhardt Winkler sowie Sheila Jordan, Gottfried Gfrerer, Wesley Amorim und ein Streichquartett)
- Home for Christmas (Mojo Lucky, 2024)